# 취리히 종교개혁

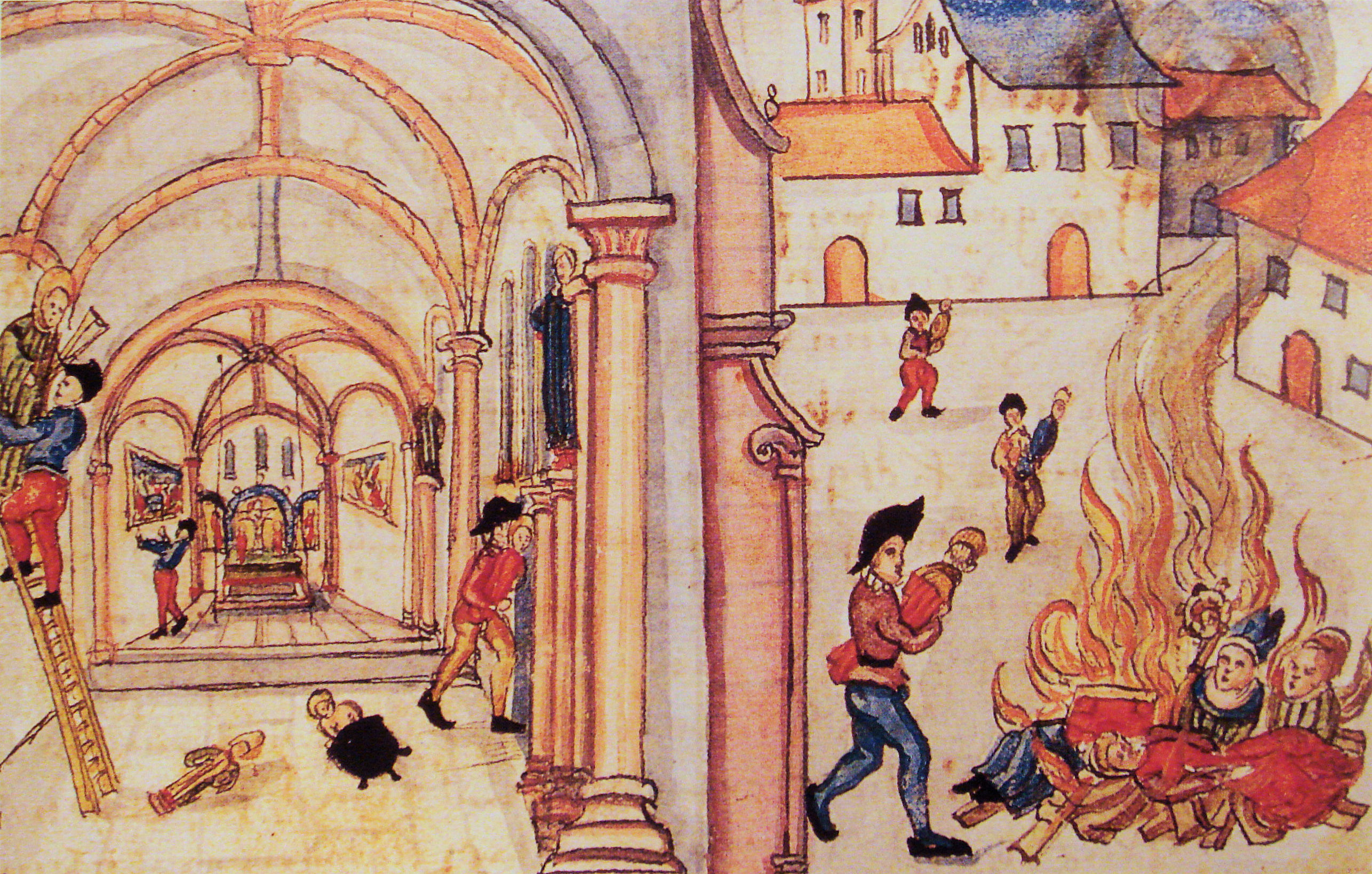
취리히 성상 파괴 운동

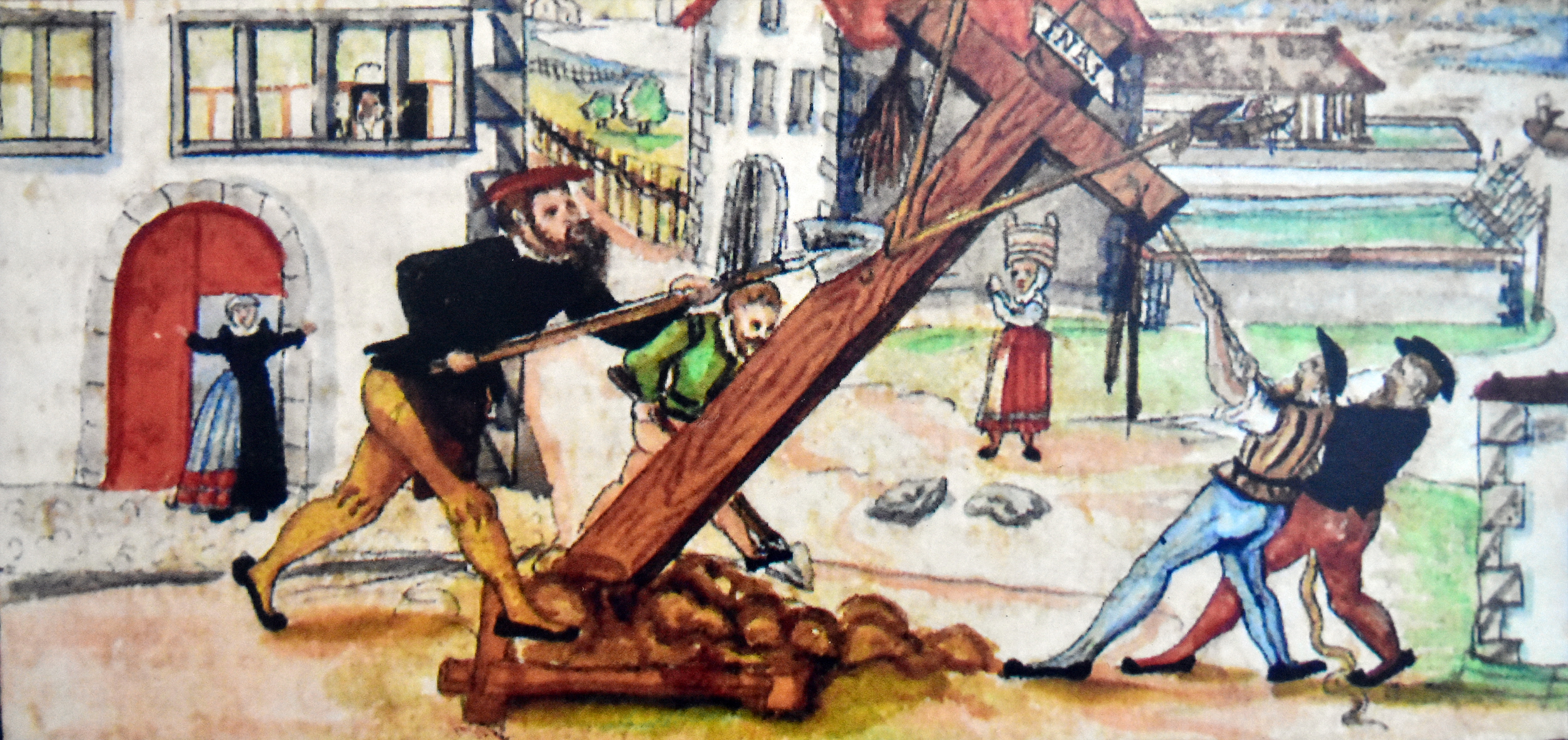
스타델호판, 1605년 불링거의 연대기

취리히 종교개혁(Reformation in Zürich)은 취리히 시 행정관리들(magistrates), 프라뮌스터 교회(Fraumünster Abbey)의 캐더린 폰 짐메른 공주, 취리히 시 사람들, 그리고 취리히 주 농민들의 도움을 얻은  울리히 츠빙글리가 처음으로 시작한 종교 개혁 운동이다. 취리히의 시민들의 삶을 변화시키고 구스위스 연방 주로 펴져나갔다. 후에 스위스 종교개혁(Reformation in Switzerland)을 주도하였다.

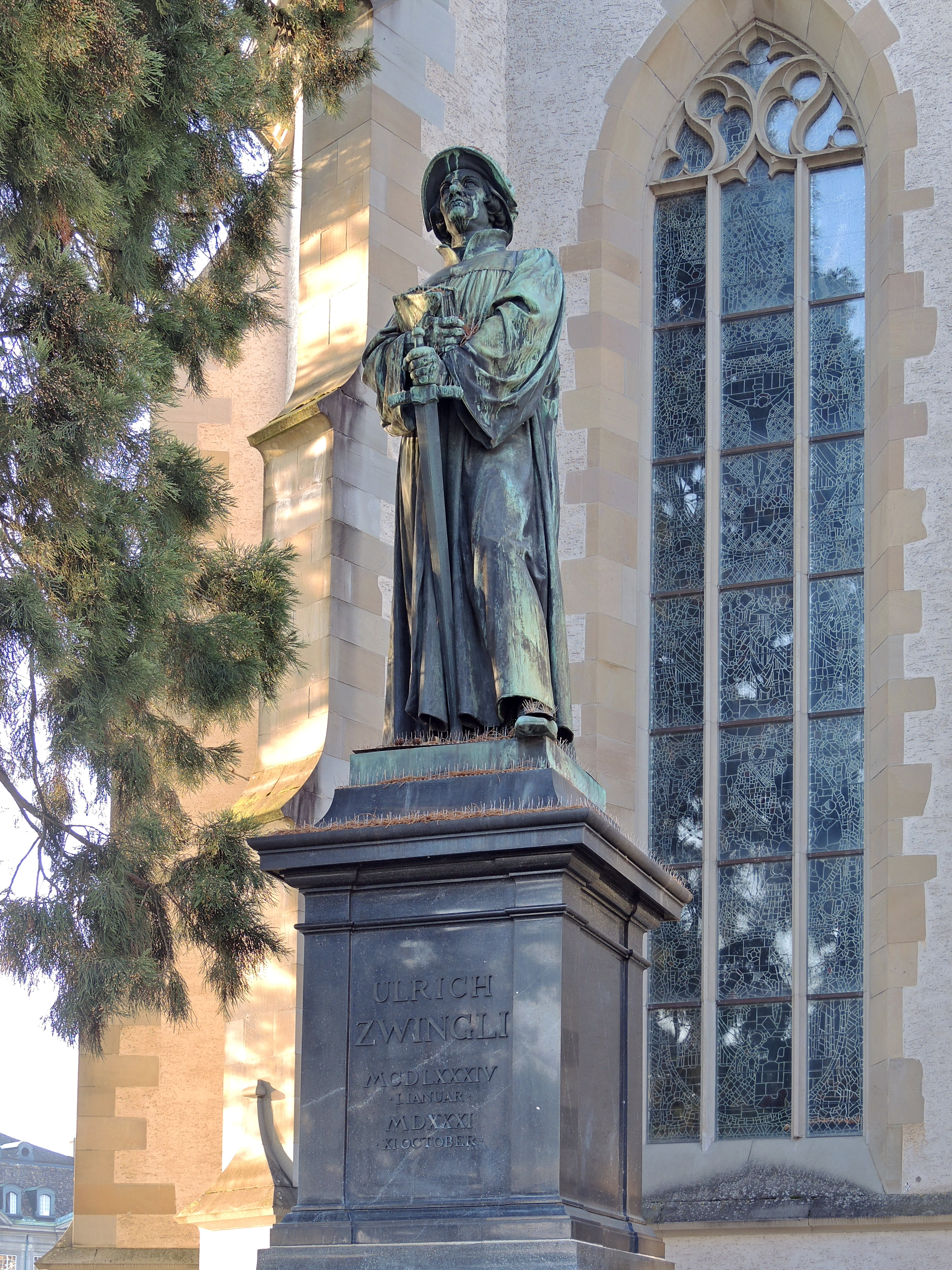
취리히 임마트퀘 베셀커크에 있는 츠빙글리 기념동상

## 재세례파들

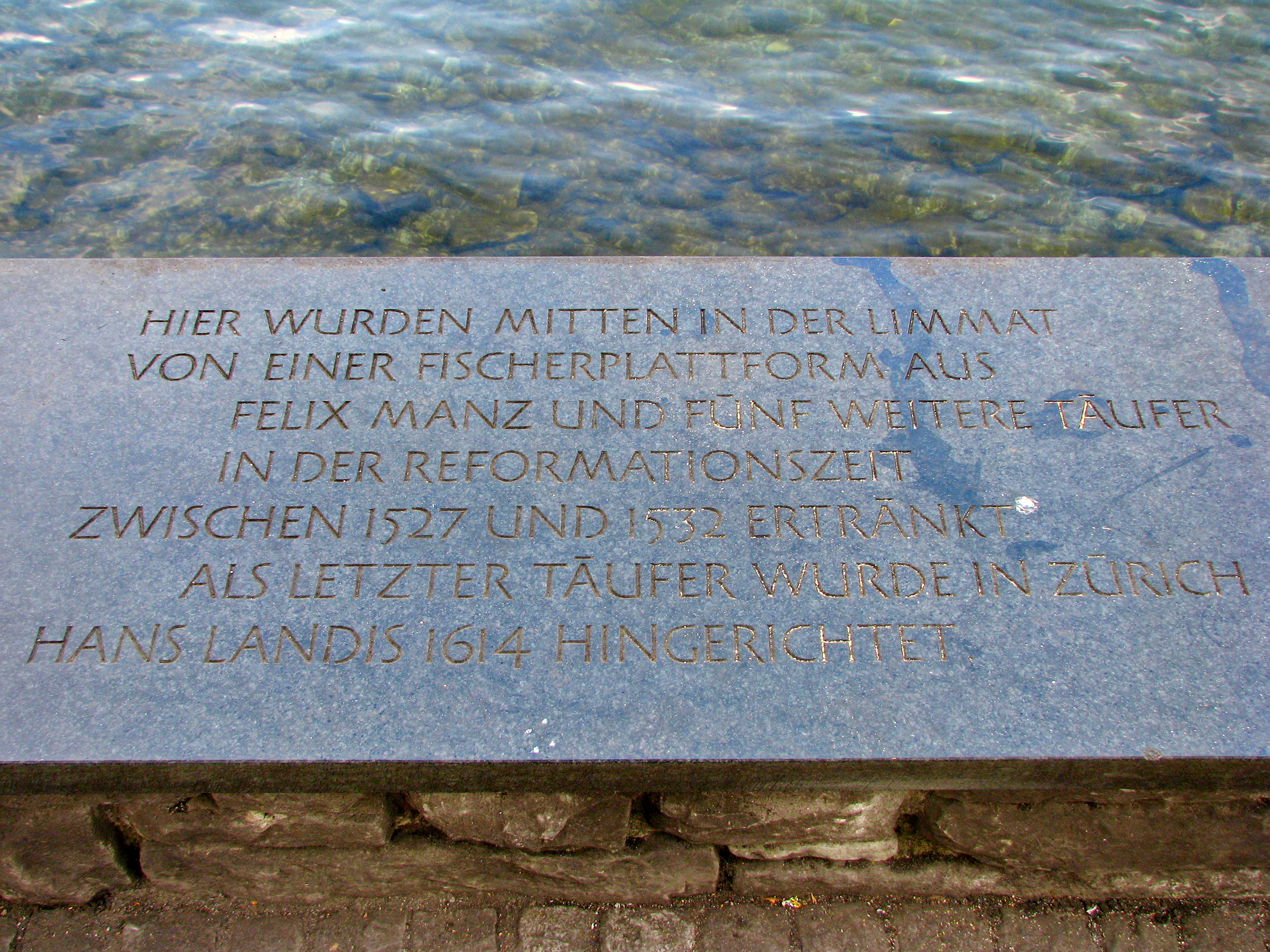
취리히 정부에 의해서 죽임을 당한 펠릭스 만즈아 재세례파사람들을 위한 기념판

재세례파와 문제들이 표출되었다. 먼저 재세례파는 성례전의 변화가 없었다. 또한 자신들만 모여서 성경공부를 하였으며, 유아세례를 반대하였다. 이런 차이점으로 시당국으로부터 핍박을 받게되는 이유가 되었다.

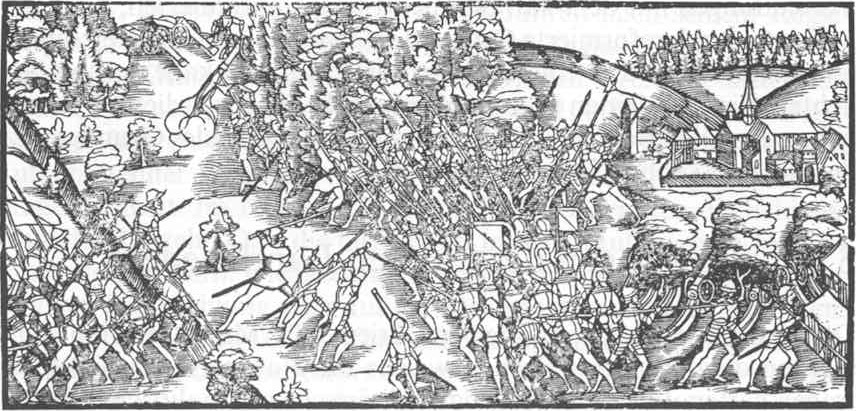
1548년 카펠 전투에서 패배한 취리히 군대

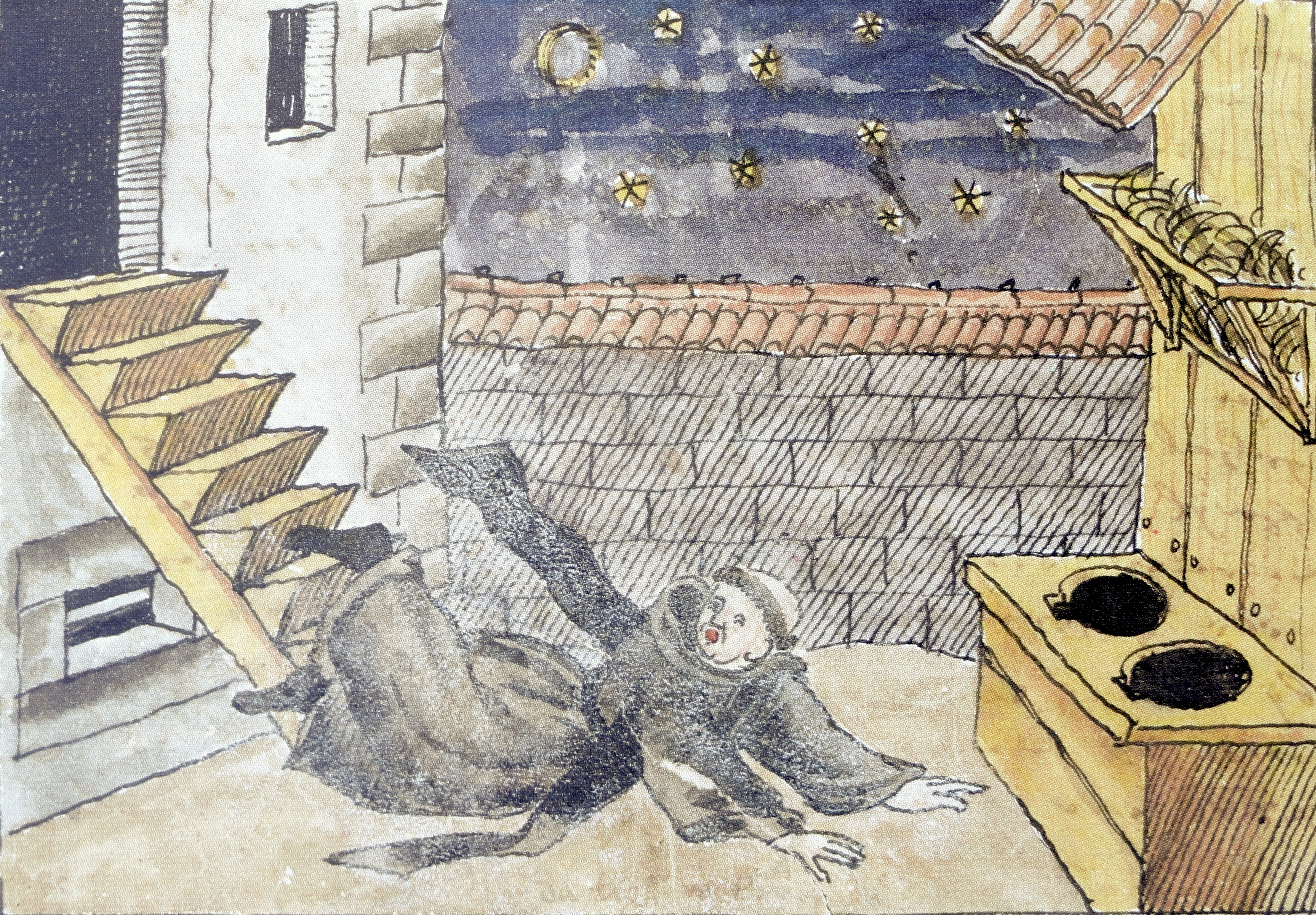
세바스찬 히그너, 류티 교회의 마지막 수사

## 같이 보기
- 소시지 사건
- 취리히 역사
- 스위스 종교개혁
- 취리히 성경

## 참고 문헌
- Gordon, Bruce. The Swiss Reformation. University of Manchester Press, 2002. ISBN 978-0-7190-5118-0.
- Staatsarchiv des Kantons Zürich: Kleine Zürcher Verfassungsgeschichte 1218–2000. Published by Direktion der Justiz und des Innern des Kantons Zürich, Chronos, Zürich 2000, ISBN 3-9053-1403-7.
- Luck, James M.: A History of Switzerland / The First 100,000 Years: Before the Beginnings to the Days of the Present, Society for the Promotion of Science & Scholarship, Palo Alto 1986. ISBN 0-930664-06-X.